# Arif
Arif je moško osebno ime.

## Izvor imena
Arif je muslimansko ime, ki izhaja iz arabskega imena Arif v pomenu »poznavalec; učenjak; strokovnjak«. Ženska oblika imena Arifa se prav tako povezuje z arabsko besedo ārifa v pomenu »tista, ki ve; ki je strokovnjakinja«. Imeni Arif in Arifa imajo v Sloveniji muslimanski priseljenci in priseljenke iz drugih republik bivše Jugoslavije in njihovi potomci.

## Različice imena
- ženske različice imena: Arifa, Arife, Rifa, Rifka, Rife

## Pogostost imena
Po podatkih Statističnega urada Republike Slovenije je bilo na dan 31. decembra 2007 v Sloveniji število moških oseb z imenom Arif: 202.